# 聖公會雪梨教區

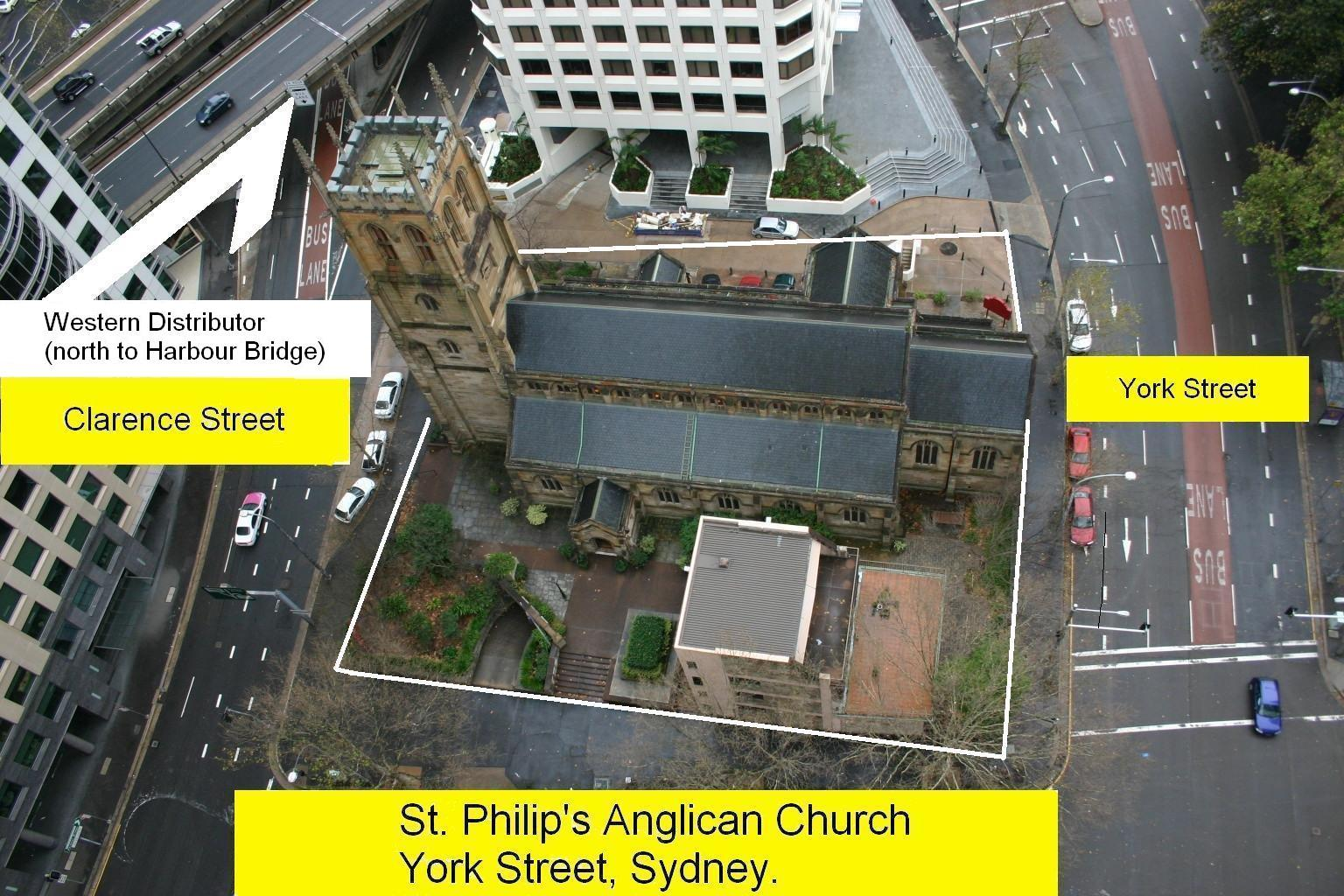
位於雪梨海港大橋以南、並距離咫尺的雪梨聖公會聖腓力堂

以澳洲聖公會的標準來說, 聖公會雪梨教區一點也不標準。若與全球聖公會的教區來比較，它更是獨一無二，因為聖公會雪梨教區內大部份教會都是屬於福音派、低禮儀的傳統、在神學上則堅守宗教改革派加爾文主義。
聖公會雪梨教區的管轄範圍，西至150公里外的雷夫高、北至霍斯貝利河以北、歌斯福德以南的佈雷根灣、南至新南威爾士南岸的貝曼灣，並包括伍龍崗市。以全球性的標準來看，聖公會雪梨教區算得上是面積比較大的聖公會教區，但以全澳洲的標準來說，則屬於面積比較小的聖公會教區。如以紐省的標準來說，則是最細小的聖公會教區。數字上，大約百分之五十的澳洲聖公會信徒，都是聚居在聖公會雪梨教區之內。

## 歷史

### 基礎
英國聖公會的牧師自1788年以來便一直駐紮在雪梨。福音派牧師理察·莊遜在得到倫敦傳教會的贊助後，成為新南威爾斯州新殖民地的第一位牧師。1802年，菲利普·吉德利·金宣布雪梨聖菲利普教區、帕拉馬塔聖約翰大教堂，以及建成在雪梨和帕拉馬塔的教堂被命名為聖菲利普和聖約翰。

## 重要人物
新南威爾士殖民地於1788年成立後，英國聖公會委任福音派傳教士理察·莊遜牧師成為當時這塊殖民地的聖公會牧師。當時，新南威爾士仍然是逮屬印度的聖公會加爾各答教區。莊遜的主要任務是牧養當時的一千一百名囚犯、士兵和移民。1794年，撒母耳·馬斯頓牧師由英國抵達，協助莊遜牧師。1825年，英國聖公會委派湯瑪斯·史葛牧師至雪梨，並被聖公會加爾各答教區委任為澳洲聖公會會吏長。1829年，威廉·佈魯頓牧師接任會吏長，於1836年成為首位並唯一一位澳洲聖公會的主教。1842年，聖公會塔斯曼尼亞教區脫離澳洲聖公會教區。1847年，澳洲聖公會教區被劃分為雪梨、阿德萊德、紐卡素和墨爾本四個教區。1855年，澳洲聖公會的教區數目增至二十五個。從1897年開始，聖公會雪梨教區開始由大主教管治。進入二十世紀，約翰·查爾斯·懷萊德牧師 (1909-1933) 與侯活·莫奧牧師 (1934-1958) 都鞏固了聖公會雪梨教區的福音派特質。

### 摩亞神學院
摩亞神學院成立於1856年，原址所在地位於雪梨市西南三十二公里的利物浦，其土地由一位名叫湯馬斯·摩亞的早期移民捐獻出來，由聖公會雪梨教區第二任主教費達力克·柏加負責策劃建成。1891年，為方便學生利用雪梨大學及其聖保羅學院的設施，摩亞神學院校址遷至新域。摩亞神學院與馬利·安德烈斯學院緊密合作，訓練女性牧養人員。神學院中的女性學生，都獲得馬利·安德烈斯學院的牧養。神學院設施包括1994年建成的佈魯頓教學中心、圖書館、書店、食堂和已婚學生宿舍。2006年時，摩亞神學院有四百九十名學生，當中三百一十五名為全職學生，百分之四十的畢業生在畢業後將會被聖公會雪梨教區按立成為牧師。直至現時為止，摩亞神學院經歷了十二任校長，並訓練了三千名畢業生。摩亞神學院現時的院長是彼得·贊臣大主教。

### 澳洲聖公會聯盟
澳洲聖公會聯盟是澳洲聖公會福音派的一個聯盟，成立超過九十年，建立目的是維護聖公會內新教改革派、注重傳福音的特質，抵消聖公會內高禮儀天主教派的影響，並代表改革福音派發聲。這個特質的依據，分別來自聖公會於1562年訂立的《三十九條聲明》與公禱書。 目前，聖公會雪梨教區內所有主教和高層同工都是聯盟中成員。

## 架構
澳洲聖公會教省現有二十三個教區，聖公會雪梨教區是其中之一，內有二百六十八個牧區。聖公會雪梨教區是經由大主教與教區代表會議共同管治。大主教與教區代表會議之下有一個由六十人組成的常務委員會，委員會每月開會，履行教區代表會議授予的管理的權力。這個常務委員會負責管理教區內三個類別的教區機構，並與之聯絡與協調。 這三個類別的教區機構分別是:
- 多個聖公會旗下組織、包括法人或非法人機構;
- 牧者委任與發牌、紀律和退休事務;
- 牧區物業管理;

常務委員會之下設有小組委員會，處理包括財務與牧區職員薪俸事宜。
教區代表會議是根據聖公會憲法而成立。教區內每個牧區的牧師都自動成為教區代表會議的代表。 每個牧區亦會選出一至兩名執事進入教區代表會議。教區代表會議在每年的十月份會舉行一年一度的五天會議。
由於現時的聖公會雪梨教區被劃分為五個分區，由五位主教領導，分別是:
- 雪梨北分區(雪梨北主教);
- 雪梨南分區(雪梨南主教);
- 雪梨西分區(雪梨大主教);
- 喬治河分區(喬治河主教);
- 伍龍崗分區(臥龍崗主教);

## 特質

### 傳福音
聖公會在1788年新南威爾士這塊殖民地成立後的初期，所委派到那裡的首批牧者，例如: 理察·莊遜與撒母耳·馬斯頓等，都是英國十八世紀後期福音派復興運動的關鍵性牧師。說得正確點，莊遜與馬斯頓牧師都是經由福音派基督徒國會議員威廉·威伯福斯委任的。這兩位牧者都抱着很大傳福音的熱忱，尤其是熱衷於向澳洲原住民傳福音的馬斯頓牧師，雖然後來因為受到澳洲非基督徒移民的迫害而導致成效不大，繼而改向紐西蘭毛利族人傳福音，並且成功。由於這個原因，再加上十九至二十世紀的幾位重要主教和大主教，例如: 費達力·栢加(1855-1882)、約翰·查理斯·懷萊德(1909-1933)、候活·莫奧(1934-1958)等，使到聖公會雪梨教區整體來說，都非常注重傳福音和支持海外傳教士這一環。聖公會雪梨教區支持的海外傳教機構有教會傳道協會和鄉郊教會援助社。

### 合一
可能受到莊遜與馬斯頓牧師建立的傳統影響的緣故，直到現時為止，聖公會雪梨教區仍然跟基督教其他注重聖經教導和傳福音的教派合作無間、關係緊密。

### 低禮儀
受到莊遜、馬斯頓和特別是懷萊德牧師建立的傳統影響的緣故，直到現時為止，聖公會雪梨教區內的教會仍然非常抗拒高禮儀的崇拜儀式。

## 外部連結
- 聖公會雪梨教區網絡 （页面存档备份，存于）
- 聖公會雪梨教區 （页面存档备份，存于）

### 教區組織
- 聖安德烈大教堂 （页面存档备份，存于）
- 聖公會青年社 （页面存档备份，存于）
- 聖公會雪梨教區 聖公會退休邨 （页面存档备份，存于）
- 聖公會雪梨教區檔案 （页面存档备份，存于）
- 澳洲聖公會媒體 （页面存档备份，存于）

### 聖公會派系組織
- 澳洲聖公會聯盟 （页面存档备份，存于） - 聖公會福音派
- 聖公會一致 （页面存档备份，存于） - 聖公會包容派與高禮儀天主教派

### 雪梨聖公會文化
- 摩亞神學院 （页面存档备份，存于）
- 卡統巴基督徒大會 （页面存档备份，存于）
- 馬提亞媒體 （页面存档备份，存于）
- 兩種方法生活 （页面存档备份，存于）
- 教會訓練策略 （页面存档备份，存于）
- 校園查經 （页面存档备份，存于） - 新南威爾士大學
- 雪梨聖公會聖羅倫斯基督堂 （页面存档备份，存于）
- 雪梨聖公會聖雅各堂 - 雪梨聖公會聖雅各堂
- 基督教傳道會 （页面存档备份，存于）